# Túneles de Hohlgangsanlage
Los Túneles de Hohlgangsanlage (en inglés: Hohlgangsanlage tunnels) es una serie de túneles construidos en Jersey durante la ocupación de las fuerzas alemanas en la Segunda Guerra Mundial. Los alemanes usaron estos búnkeres para proteger a las tropas y el equipo de los bombardeos aéreos y para actuar como fortificaciones.

## Descripción
La palabra Hohlgangsanlage se puede traducir como "instalaciones de paso de cueva". 
Todos los túneles a excepción de Ho5 están incompletos, y algunos nunca progresaron más allá de la planificación. Los túneles parcialmente completos son, sin embargo, notorios en su tamaño. Las secciones completadas se utilizan para diversos fines, tales como el almacenamiento.
En 1944, cuando la construcción se detuvo, 244.000 m³ de roca habían sido extraídos para la construcción del túnel colectivamente de Guernsey, Jersey y Alderney (la mayoría de Jersey). En el mismo punto en el año 1944 todo el muro del Atlántico desde Noruega hasta la frontera franco-española, con exclusión de las Islas del Canal, había extraído al menos 225.000 m³. 